# Narayana
Cette page contient des caractères spéciaux ou non latins. S’ils s’affichent mal (▯, ?, etc.), consultez la page d’aide Unicode.
Pour les articles homonymes, voir Narayana (homonymie).
Narayana (IAST: Nārāyaṇa; devanagari : नारायण ; « Refuge des hommes ») ou Anantashayi et Śeṣaśayi, "celui qui de meut sur les eaux" ou " celui qui offre un abri aux êtres humains" est un dieu du panthéon de l'hindouisme. Il est identifié à Vishnou, l'être suprême du vishnouisme, sommeillant sur les eaux primordiales entre deux mahayugas reposant sur les anneaux du serpent Ananta, également connu sous le nom de Śeṣa (Śeṣa : « Rappel » ; Ananta : « Infini »). C'est aussi le Paramātman, résidant dans le coeur de chaque être vivant.
Les textes sacrés de l'hindouisme le disent à l'origine du monde (cf. Purusha),.
Narayana est aussi un nom propre indien courant et plusieurs pandit ou lettrés l'ont porté.

## Pour les théosophes
Dans l'approche particulière de la théosophe Helena Blavatsky, Narayana est « Celui qui se meut sur les Eaux de l'espace : titre de Vishnu sous son aspect de Saint-Esprit, lorsqu'il se déplace sur les Eaux de la Création (voir Lois de Manu, livre II). Dans la symbologie ésotérique il représente la manifestation primordiale du principe vital qui se propage dans l'espace infini. »